# 六本木フェローズ
六本木フェローズ株式会社（ろっぽんぎフェローズ、英: Roppongi Fellows co.,Inc.）は、番組制作およびインターネット事業、芸能事務所、広告代理店事業を主とする企業である。松下治夫を顧問に迎えている。
代表取締役社長を務める大門は、放送作家・「だいもん孝之」の名義で日本テレビの元看板番組だったスーパージョッキー （Super Jocky） やTBSの長寿番組である『アッコにおまかせ』などの構成に携わる。

## 沿革
- 2007年7月 - インターネット放送局「みなと六本木テレビジョン」を開局するとともに、関連の企画運営及び広告代理業を主目的として営業を開始。タレントの上原ちえと専属契約を結び、上原のマネージメントを始動。モバイルコミュニティーサイト「今どんな感じ?」を発起。
- 2008年1月 - BS放送やインターネット、モバイルなどの制作事業を展開。同時に関連の広告代理業務開始。タレントの鮎川りな、AKI、伊東あんなのマネージメントを開始。
- 2008年3月 - 美勇士（アーティスト）が企画/プロデュースした、母 アン・ルイスの初のトリビュートアルバム『ANNISM〜Ballads〜』（5月11日/母の日に発売）のプロモーションを開始。

## 所属タレント
※下記の所属者リストは2008年9月時点のものである。

### 女性タレント
- 上原ちえ（VoCE・i-VoCE）
- 鮎川りな（『小悪魔ageha』専属モデル）
- AKI（『I LOVE mama』／『小悪魔ageha』モデル）
- 矢野涼子（『egg』／『小悪魔ageha』モデル）
- 夕季アンリ（シンガーソングライター）
- 伊東あんな（『men's egg』／『小悪魔ageha』モデル）
- イツミ（ギャルママモデル／ヒステリックママイツミ）

### お笑いタレント
- EGG（イージーツー）
  - ジョイ（『men's egg』専属モデル）
  - しんご（中村しんご）

### 文化人
- 佐藤言也 ジャージ社長（実業家 日本オイスター協会会長 作家　他）